# Cesare Battisti
Giuseppe Cesare Battisti (4. února 1875 Trento – 12. července 1916 Trento) byl rakouský politik italské národnosti z Tyrolska, na počátku 20. století poslanec Říšské rady, za světové války popraven rakouskými úřady.

## Biografie

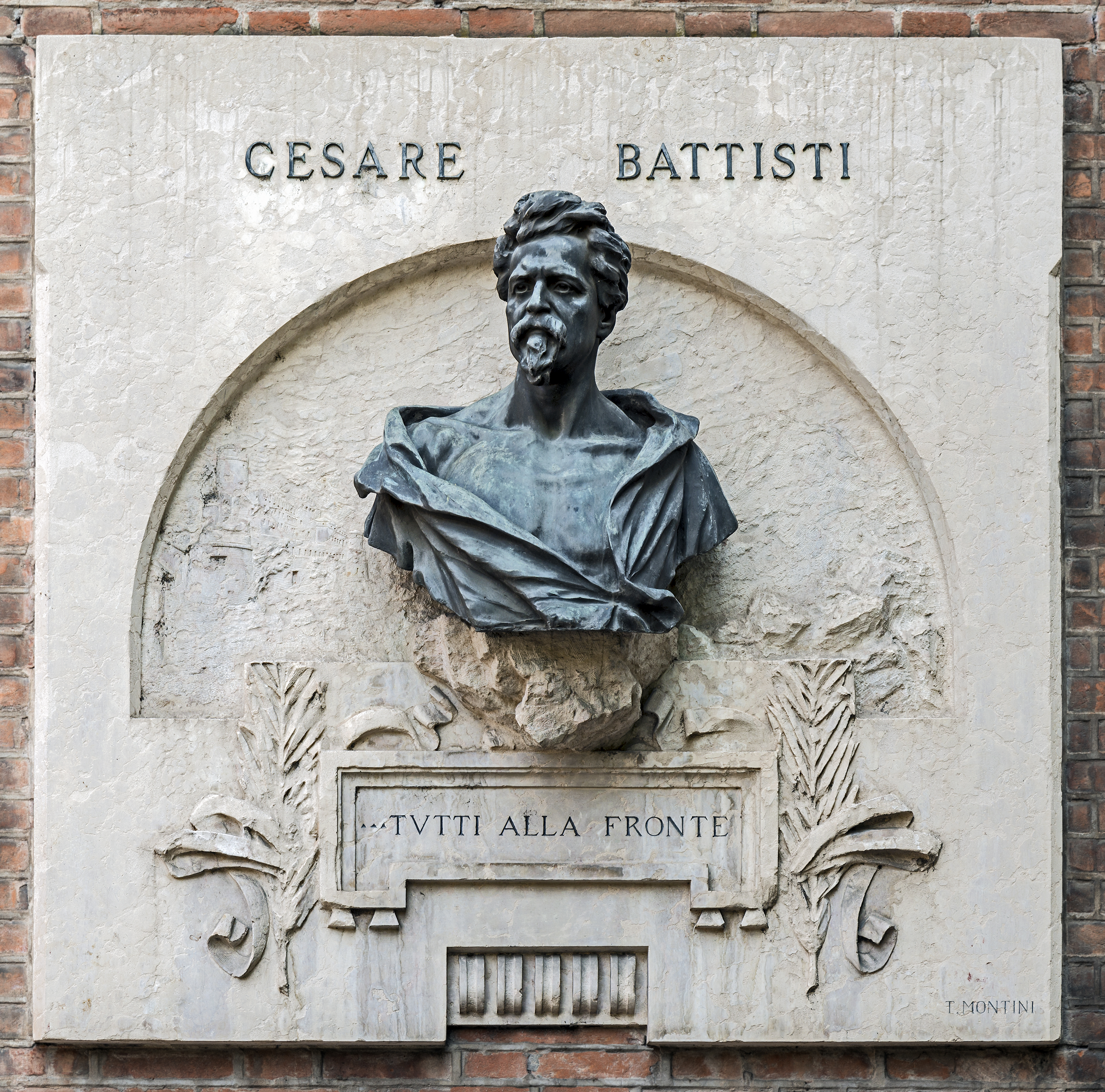
Busta Cesare Battistiho ve Veroně.

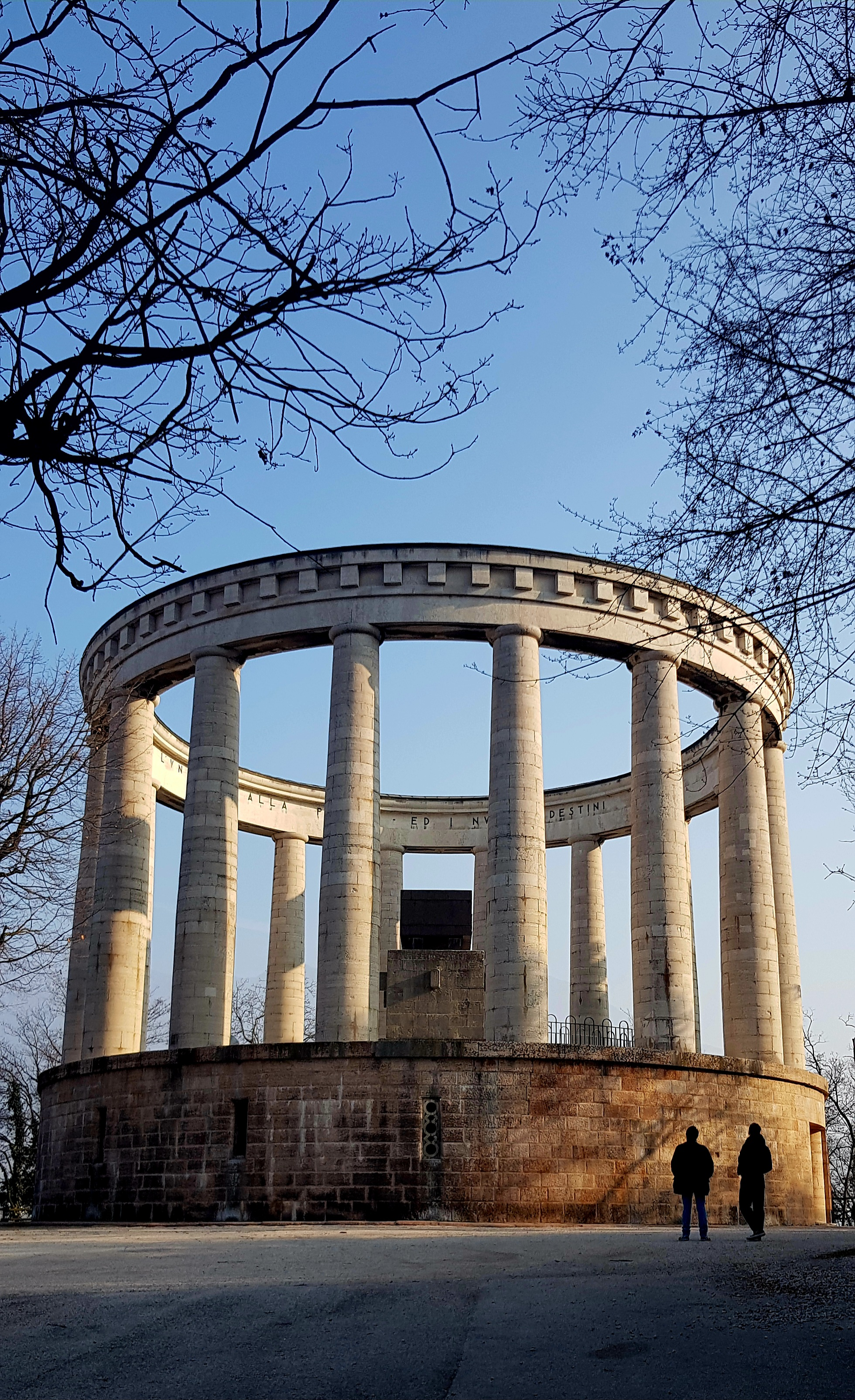
Mauzoleum Cesare Battistiho v Trentu

Byl představitelem boje za národní, italskou autonomii a založení italské univerzity v Trentu. Trento od roku 1815 patřilo do Rakouska-Uherska. Byl rezervním důstojníkem rakousko-uherské armády. Angažoval se v politice jako člen rakouské sociální demokracie. Vydával list Il Popolo. K roku 1911 se profesně uvádí jako novinář.
Na počátku 20. století se zapojil i do celostátní politiky. Ve volbách do Říšské rady roku 1911 získal mandát v Říšské radě (celostátní zákonodárný sbor) za obvod Tyrolsko 6. Byl členem poslanecké frakce Klub německých sociálních demokratů. Od roku 1914 zasedal jako poslanec Tyrolského zemského sněmu. Byl tedy říšským i zemským poslancem za Trento (nyní Trentino).
Válka mezi Rakousko-Uherskem a Itálií byla vyhlášena 24. května 1915. Počátkem války uprchl do Itálie a dobrovolně vstoupil do italské armády jako člen praporu Edolo (Alpští myslivci). Získal několik ocenění a byl povýšen na poručíka. V italském útoku na Pasubio byl na Monte Como zajat 10. července 1916 rakouskými jednotkami. Jen o dva později 12. července 1916 byl na základě pravomocného rozsudku odsouzen k smrti a o den později popraven v rodném Trentu (Tridentu) pro „velezrádu“. Ztratil mandát 30. května 1917 na základě pravomocného rozsudku z 12. července 1916.
Jeho heslem bylo: „Za krásnou vlast italskou musíme rádi položití život.“
V roce 1899 se ve Florencii oženil s Ernestou Bittanti (1871–1957), absolventkou filosofické fakulty Florentské univerzity. Z manželství vzešla dcera Livia (1907–1978) a synové Gigino (1901–1946) a Camillo (1910–1982).